# Енергопројект
Енергопројект холдинг је српска грађевинска компанија са седиштем у Београду. Сложен је пословни систем који чини 10 предузећа у Србији и више од 20 сопствених и мешовитих фирми у иностранству. Енергопројект се у својим активностима бави енергијом, урбанизмом, заштитом животне средине, инфраструктуром, архитектуром, индустријом, информационим технологијама, прометом некретнина, осигурањем, берзанским и финансијским посредовањем, производним програмима индустрије и графичко-мултимедијалним инжењерингом.

## Оснивање и развој
Енергопројект је основан 1951. године у Београду, као пројектантско предузеће али је у међувремену проширио делатност и на домен извођења грађевинских радова на изградњи објеката по чему је познат и признат у свету у више од 70 земаља света.
Акцијама Енергопројект Холдинга тргује се на Београдској берзи од 2001. године и поред општег индекса Берзе – Belexline, укључене су у три индекса – Belex 15 (15 компанија са највећим прометом на Београдској берзи), SRX (индекс формиран од стране Бечке берзе, који укључује осам најликвиднијих акција) и Dow Jones Stoxx Balkan 50 Equal Weighted Index (укључује укупно 50 акција из Словеније, као и свих земаља Балкана осим Црне Горе и Босне и Херцеговине)
Од 19. јула 2007. године Енергопројект се налази на листингу А Београдске берзе.
Енергопројект се већ годинама налази на светским листама најбољих интернационалних извођачких и консултантских компанија. Енергопројект заузима 193. место на листи 250 најбољих интернационалних извођача америчког часописа "Engineering news record" у 2015. години , као и 123. место на листи 225 најбољих интернационалних дизајнерских/пројектантских предузећа.
У систему Енергопројект ради око 2300 људи, при чему трећину кадра чине високо образовани профили различитих струка.
Већински власник у лето 2017. постао је Доброслав Бојовић.

### Организациона структура
Енергопројект реализује пројекте кроз систем сопствених филијала и експозитура, као и кроз заједничка предузећа основана са партнерима из Србије и иностранства. Путем мреже регионалних представништава, филијала, заједничких предузећа и других корпоративних облика, Енергопројект управља пословима у преко 20 земаља на четири континента.
Данас Енергопројект чине Енергопројект Холдинг а.д. као матична компанија и 9 зависних компанија у својим браншама:
- Енергопројект Хидроинжењеринг
- Енергопројект Урбанизам и архитектура
- Енергопројект Ентел
- Енергопројект Индустрија
- Енергопројект Високоградња
- Енергопројект Нискоградња
- Енергопројект Опрема
- Енергопројект Енергодата
- Енергопројект Санивил (Energoprojekt Sunnyville)
- Енергопројект Парк 11

Предузећа из система Енергопројект имају значајно учешће у следећим компанијама:
- Енерго-пет
- Енергопласт
- Енјуб
- SEE Activist

## Делатност
Енергопројект је учествовао у пројектовању, изградњи, пуштању у пробни рад, обуци особља свих главних хидроенергетских постројења у Србији. 
Енергопројект у својим делатностима обухвата:
- Бране и акумулације
- Хидроенергетске објекте и постројења
- Водопривредне системе и уређење сливова
- Мелиорационе системе - одводњавање и наводњавање

Делатност Енергопројекта обухвата:
- Студије, планирање електроенергетских система, избор локација објекта и избор технологија, укључујући соларну енергију и енергију ветра
- Производњу електричне и термалне енергије коришћењем угља, нафтних деривата, природног гаса и снаге ветра
- Постројења за десалинизацију у оквиру самосталних или комбинованих постројења са производњом електричне енергије
- Пренос, трансформацију и дистрибуцију електричне енергије на свим напонским нивоима
- Системе даљинског грејања
- Управљање електроенергетским системима и системима преноса топлотне енергије
- Системе телекомуникација

Енергопројект учествује у пројектовању, изградњи и опремању објеката различитих намена:
- Пословних зграда
- Јавних објеката
- Парламената, резиденција, вила
- Здравствених објеката
- Банака
- Хотелских објеката
- Туристичких комплекса
- Спортских комплекса
- Аеродрома, железничких и аутобуских станица
- Стамбених објеката

## Објекти
Енергопројект је пројектовао и градио између осталог:
- Ђердап хидроелектрану, Кладово, Србија
- Брану и хидроелектрану „Бајина Башта“, Србија
- Брану и хидроелектрану „Мратиње“, Црна Гора
- Хидроелектрану „Перућицу“, Црна Гора
- Мелиорациони систем "Chira-Piura", фазе I/II, Перу
- Брану и хидроелектрану "Bekhme", Ирак
- Хидроелектрану "Kafue Gorrge", Замбија
- Хидроелектрану "Bayano", Панама
- Термоелектрану „Никола Тесла А“, Обреновац, Србија
- Термоелектрану „Косово А“, Обилић, Србија
- Електроенергетски систем "Al Nagda" фаза IV, Катар

Индустријски објекти:
- Si&Si Company, Бања Врујци, Србија
- Хемофарм, Вршац, Србија
- BAT фабрика цигарета, Ибадан, Нигерија
- Lab-Labs, Кириши, Русија

Архитектура:
- Београдска арена, Београд, Србија
- YU Biznis Centar - Објекат Г, Београд, Србија
- Хотел Хајат Риџенси, Београд, Србија
- НИС Нафтагас, зграда главне филијале, Нови Сад, Србија
- "Šah Alam", Куала Лумпур, Малезија
- Пословни торањ „Findeco“, Лусака, Замбија 1976.
- Хотел Шератон и конференцијски центар, Хараре, Зимбабве
- Међународни сајамски комплекс, Лагос, Нигерија
- Министарски комплекс, Кувајт